# 赤鹫镇
赤鹫镇，是中华人民共和国云南省昆明市富民县下辖的一个镇。

## 行政区划
赤鹫镇下辖以下地区：
永富村、赤鹫村、龙潭村、玉屏村、东核村、咀咪哩村、平地村、普黑泥村、普桥村和阿纳宰村。